# Cerkev sv. Janeza Krstnika, Suha
Cerkev sv. Janeza Krstnika v Suhi pri Škofji Loki je podružnična cerkev Župnije Škofja Loka - Suha, ki stoji nad levim bregom Sore južno od ceste Jeprca–Škofja Loka.
Enoladijska cerkev z zvonikom na južni strani ima sedanjo podobo od sredine 15. stoletja. Zaradi kakovostnih poslikav v notranjosti velja za enega najpomembnejših kulturnih spomenikov tega obdobja na Slovenskem. Poslikave predstavljajo sistem t. i. kranjskega prezbiterija, ki izkorišča mrežasto-rebrast obok gotskega prezbiterija za sistematično upodabljanje izbranih vsebin iz Svetega pisma. Pripisujejo jih Suškemu mojstru, ki je verjetno ob pomoči domačinov poslikal stene po zgledu videmske šole. Te je v 16. stoletju dopolnil mojster Jernej iz Loke, ki je s freskami delno prekril starejše poslikave.
Cerkev je bila leta 2001 razglašena za kulturni spomenik državnega pomena z lastnostmi umetnostnega in arhitekturnega spomenika. Nekaj let kasneje je bila temeljito obnovljena, kar je odpravilo problem neprimernega ogrevanja, zaradi katerega so propadale freske. Hkrati je bila restavrirana tudi večina fresk.